# Ewald Hoinkis
Ewald Hoinkis (* 7. Januar 1897 in Görlitz; † 1. Mai 1960 in Bühl) war ein deutscher Fotograf.

## Leben
Hoinkis machte bereits im Alter von 15 Jahren mit einer selbstgebauten Kamera fotografische Experimente. Nach dem Abschluss des Realgymnasiums absolvierte er eine kaufmännische Lehre und diente im Ersten Weltkrieg von 1915 bis 1918 bei den deutschen Luftstreitkräften, wo er sich in einem militärischen Labor als Fotograf ausbilden konnte. Nach Kriegsende nahm er privaten Kunstunterricht und arbeitete als freier Maler und Grafiker, musste allerdings zeitweilig auch als Bank- und Büroangestellter den Lebensunterhalt verdienen.
Ab 1924 befasste er sich intensiver mit Fotografie, es entstanden Landschaftsaufnahmen, Stadtansichten und Porträts seiner Ehefrau Jenny. Außerdem experimentierte er mit Fotogrammen, die Ergebnisse wurden 1929 in der Ausstellung „Film und Foto“ des Deutschen Werkbunds in Stuttgart gezeigt. Im gleichen Jahr nahm er an der zuerst in Berlin gezeigten Wanderausstellung „Fotografie der Gegenwart“ teil und eröffnete ein Atelier für Werbe- und Porträtfotografie in Görlitz, ab 1931 gab es auch eine Filiale in Berlin.
In den folgenden Jahren spezialisierte sich Hoinkis auf die Modefotografie, seine Aufnahmen erscheinen in zahlreichen deutschen und internationalen Zeitschriften, darunter in Der Bazar, Berliner Illustrierte Zeitung, Die Dame, die neue linie, Uhu und Vogue. In den 1930er Jahren experimentierte Hoinkis mit Carbro-Color-Abzügen. In dieser Zeit war er auch mit George Grosz befreundet, von dem er mehrere Porträtaufnahmen machte.
Ab 1932 unterrichtete Hoinkis in Berlin, und zwar von 1932 bis 1933 am Städtischen Werklehrer-Seminar und von 1938 bis 1941 an der Werbefachlichen Lehranstalt. Bei den Luftangriffen auf Berlin in den Jahren 1943 und 1944 wurden Hoinkis Atelier und Archiv zerstört. In den Jahren 1944 und 1945 war Hoinkis eingebunden in den sogenannten Führerauftrag Monumentalmalerei und dokumentierte Wand- und Deckenmalereien in Süddeutschland auf Farbdiapositiv-Material. Diese Aufnahmen befinden sich heute im Bestand der Deutschen Fotothek, SLUB Dresden.
1949 eröffnete Hoinkis ein Studio für Fotografie und Film in München, 1954 zog er zusammen mit seiner Tochter nach Frankfurt am Main. In den folgenden Jahren veröffentlichte er Aufnahmen in den Magazinen Constanze, Elegante Welt, Frankfurter Illustrierte, Heute und Quick. Außerdem machte er Werbeaufnahmen, unter anderem für Reemtsma, Kaffee Hag und Elbeo.
Arbeiten von Hoinkis befinden sich in der Berlinischen Galerie, im Museum Folkwang in Essen, im Kulturhistorischen Museum Görlitz und in der Sammlung Gundlach in Hamburg.